# Miłosław (województwo lubelskie)

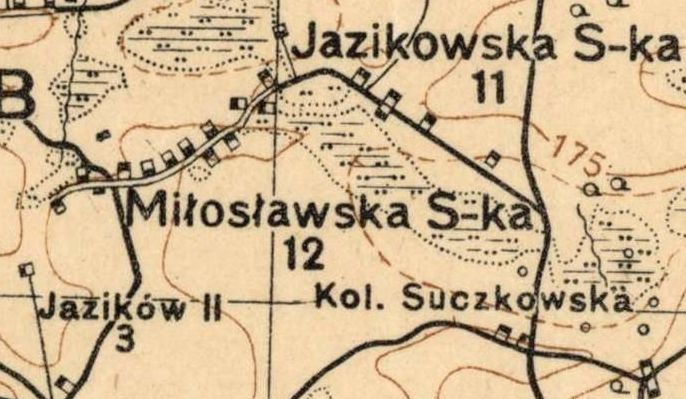
Miłosław (Miłosławska Spółka) na mapie Wojskowego Instytutu Geograficznego z 1931 r.

Miłosław – kolonia w Polsce położona w województwie lubelskim, w powiecie chełmskim, w gminie Ruda-Huta.
Do 1954 r. wieś należała do gminy Świerże. W latach 1975–1998 miejscowość administracyjnie należała do województwa chełmskiego.
Wierni Kościoła rzymskokatolickiego należą do parafii św. Stanisława i Niepokalanego Serca Najświętszej Maryi Panny w Rudzie-Hucie.

## Demografia
W 1943 r. wieś zamieszkiwało 195 osób. W 2000 r. miejscowość liczyła 50 mieszkańców. 
Według Narodowego Spisu Powszechnego (III 2011 r.) liczyła 42 mieszkańców i była dwudziestą co do wielkości miejscowością gminy Ruda-Huta.